# Bibi Babydoll
Beatriz Alcaide Santos (Curitiba, 8 de outubro de 1998) mais conhecida como Bibi Babydoll, é uma cantora e compositora brasileira. Tornou conhecida pelo single "Automotivo Bibi Fogosa", que foi top 1 no Spotify da Ucrânia e alcançou a posição 75 na Billboard Brasil Hot 100. 

## Biografia
Nascida em Curitiba, formou-se em publicidade e propaganda, começou a carreira na música em 2018, no início cantava em pequenas festas. Seu primeiro single, "Alien", foi lançado em 2018, marcando o início de sua trajetória na música. Desde então, continuou lançando novas músicas, em maio de 2023, apresentou ao público seu primeiro EP, intitulado "Click!", composto por 6 faixas. O grande destaque veio com o lançamento do single "Automotivo Bibi Fogosa" em 22 de junho de 2023. O hit conquistou rapidamente o público, alcançando em julho o topo da parada da Ucrânia no Spotify e também liderando a parada de virais globais do Spotify, consolidando Beatriz como um nome promissor na música internacional.
Em razão ao sucesso do hit "Automotivo Bibi Fogosa", a artista ganhou repercussão nos maiores veículos da mídia nacional, incluíndo G1, Band, Billboard e Jornal Estado de Minas. No Brasil a música também entrou nos charts, na parada de singles da Billboard Brasil, "Automotivo Bibi Fogosa" alcançou a 75ª posição. 
No dia 7 de janeiro de 2024, Bibi Babydoll foi uma das atrações do programa Domingão, apresentado por Luciano Huck, onde ele cantou uma Versão light do seu hit "Automotivo Bibi Fogosa". Em agosto de 2024, Bibi se apresentou na premiação colombiana Premios Monitor Latino.
- Lançamento da música "Bibi Phonk BR", em parceria com o DJ FKU, viralizando em vários países como México, Estados Unidos e Brasil, lançado em 2023.[4]

Conquistas:
- Top 1 no Spotify da Ucrânia com "Automotivo Bibi Fogosa", em 2023.[5]
- Posição 75 na Billboard Brasil Hot 100 com "Automotivo Bibi Fogosa", em 2023.[6]
- Reconhecimento internacional como artista musical, em 2023.
- Umas das cantores mais ouvidas no País, no Spotify Brasil. [7]

## Discografia

### Singles
| Automotivo Bibi Fogosa | 2023 | 75 | 1 | 82 |

## Prêmios e indicações
| Ano  | Prêmio           | Categoria                    | Indicação     | Resultado | Ref.   |
| ---- | ---------------- | ---------------------------- | ------------- | --------- | ------ |
| 2023 | BreakTudo Awards | Artista Revelação Nacional   | Bibi Babydoll | Indicado  | [ 11 ] |
| 2024 | BreakTudo Awards | Artista em Ascensão Nacional | Bibi Babydoll | Venceu    | [ 12 ] |